# Kodaikanal
Kodaikanal – miasto w Indiach, w stanie Tamilnadu. W 2011 roku liczyło 36 501 mieszkańców.